# Робервал (Квебек)
Робервал (фр. Roberval) је град у Канади у покрајини Квебек. Према резултатима пописа 2011. у граду је живело 10.227 становника.

## Становништво
Према резултатима пописа становништва из 2011. у граду је живело 10.227 становника, што је за 3,0% мање у односу на попис из 2006. када је регистровано 10.544 житеља.
| 2006.  | 2011.  |
| ------ | ------ |
| 10.544 | 10.227 |